# Saint-Bonnet-l'Enfantier
Saint-Bonnet-l'Enfantier é uma comuna francesa na região administrativa da Nova Aquitânia, no departamento de Corrèze. Estende-se por uma área de 11,78 km². Em 2010 a comuna tinha 415 habitantes (densidade: 35,2 hab./km²).